# Bloedbad van Ludlow
Het Bloedbad van Ludlow was een bloedbad dat op 20 april 1914 uitgevoerd werd door een antistakersmilitie tijdens de Colorado Coalfieldoorlog. Het bloedbad resulteerde in circa 20 doden bij de stakers, van wie de meeste onschuldig waren.

## Achtergrond
Op 13 september 1913 gingen de mijnwerkers uit Colorado in staking. De staking had twee doelen: dat de kolenexploitanten de mijnbouwwetgeving van de staat Colorado gingen volgen en ze eisten de erkenning van hun vakbond, de United Mine Workers of America (UMWA). De Amerikaanse industrialist John D. Rockefeller jr. liet daarop de stakers uit zijn bedrijfssteden zetten. De stakers bouwden hierop tentenkolonies en de grootste daarvan was in Ludlow. In totaal woonden er in Ludlow 1200 mensen en de stakers hadden een grote mix qua etnische achtergrond, onder hen bevond zich een groot aantal Grieken en Italianen.
Om de stakers tot overgave te dwingen ging het bedrijf Colorado Fuel and Iron over tot intimidatietactieken. Op 17 oktober 1913 vond er een incident bij Forbes plaats waarbij een gepantserde wagen het vuur had geopend op het mijnwerkerskamp aldaar. Hierbij viel een dode, het leidde er toe dat de mijnwerkers zich gingen bewapenen. De gouverneur van Colorado, Elias M. Ammons, zette op zijn beurt de National Guard in om de stakers onder controle te houden.
In april 1914 begonnen de kosten voor het handhaven van de National Guard verder op te lopen wat tot de toename van geweld leidde. Op zondag 19 april omsingelde de Garde het kamp bij Ludlow en plaatsten een machinegeweer aan de rand van het kamp.

## Bloedbad

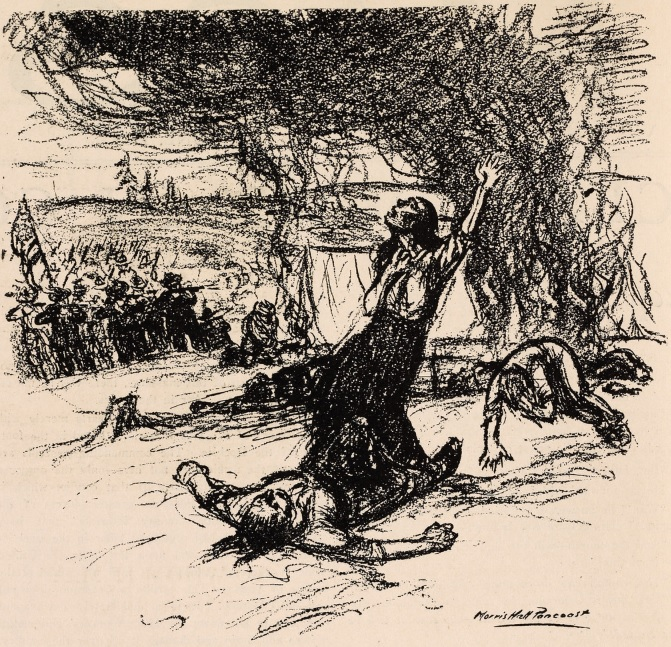
Schets van het bloedbad. Een vrouw snakt naar lucht, terwijl ze over het lichaam van een andere dode vrouw staat.

Het is onbekend wie er precies het vuren opende dat het bloedbad in gang zette. Volgens een van de getuigen eiste de National Guard iemand uit het kamp op, mogelijk een gijzelaar en toen de mijnwerkers dit weigerden zou de National Guard het vuur op het kamp hebben geopend. Hierop barstte een gevecht uit tussen de stakers en de National Guard dat de rest van de dag voortsleepte. Tijdens deze gevechten werden drie van de stakingsleiders gevangen genomen en gedood door de National Guard, waaronder Louis Tikas.
Uiteindelijk raakte de munitie van de mijnwerkers op en trokken zij zich uit het kamp terug richting het platteland. Vrouwen en kinderen, die zich verborgen hielden voor de kogels die het kamp beschoten, zaten ineengedoken in kelders die onder hun tenten waren gegraven. 's Avonds doordrenkten de troepen van de National Guard de tenten met kerosine en staken ze in brand. In een kelder werden 11 kinderen en 2 vrouwen verbrand en verstikt aangetroffen. In totaal werden 25 mensen gedood tijdens het bloedbad in Ludlow, van wie er 3 troepen van de Nationale Garde waren.

## Nasleep
Toen andere mijnwerkers hoorden over wat er in Ludlow was gebeurd kwamen ze in actie. Mijnopzichters en ‑bewakers werden door hen doodgeschoten en eigendommen van de mijnen werden in brand gestoken. Vanwege de aanhoudende vijandigheden besloot president Woodrow Wilson op 28 april om het Amerikaanse leger naar Colorado te sturen om de staat te pacificeren. De staking kwam in december van dat jaar ten einde zonder dat de UMWA iets van haar doelen had bereikt.
De beelden van de gestorven vrouwen en kinderen hadden wel de pers bereikt en deze beelden waren onacceptabel voor het Amerikaanse publiek. Hierop begonnen de kranten de eigenaren van de mijnen aan te vallen. Het belangrijkste doelwit van de publieke vijandigheid na het bloedbad in Ludlow was John D. Rockefeller jr., de zoon van de oliebaron en hoofdaandeelhouder van CF&I. Kort na de tragedie protesteerden de schrijver Upton Sinclair en anderen buiten het kantoor van Rockefeller in New York. Rockefeller huurde vervolgens de Canadees William Lyon Mackenzie King in om het zogenaamde Rockefeller plan te ontwerpen waarin een werknemersvertegenwoordigingsplan werd opgericht dat bedoeld was om mijnwerkers net genoeg rechten en privileges te geven om toekomstige tragedies te voorkomen. In 1918 richtte de UMWA een standbeeld op ter herdenking van het bloedbad in Ludlow op de plaats van de tentenkolonie. De vakbond herdenkt de gebeurtenis tot op de dag van vandaag elk jaar.